# Prieuré de Saint-Jorioz
Le prieuré de Saint-Jorioz (en latin Prior Sancti Jorii), parfois Saint-Georges de Duingt, est un ancien prieuré bénédictin du diocèse de Genève, dans la commune de Saint-Jorioz, dans le département français de la Haute-Savoie. Fondé probablement vers le IXe siècle, il disparait en 1763.

## Géographie

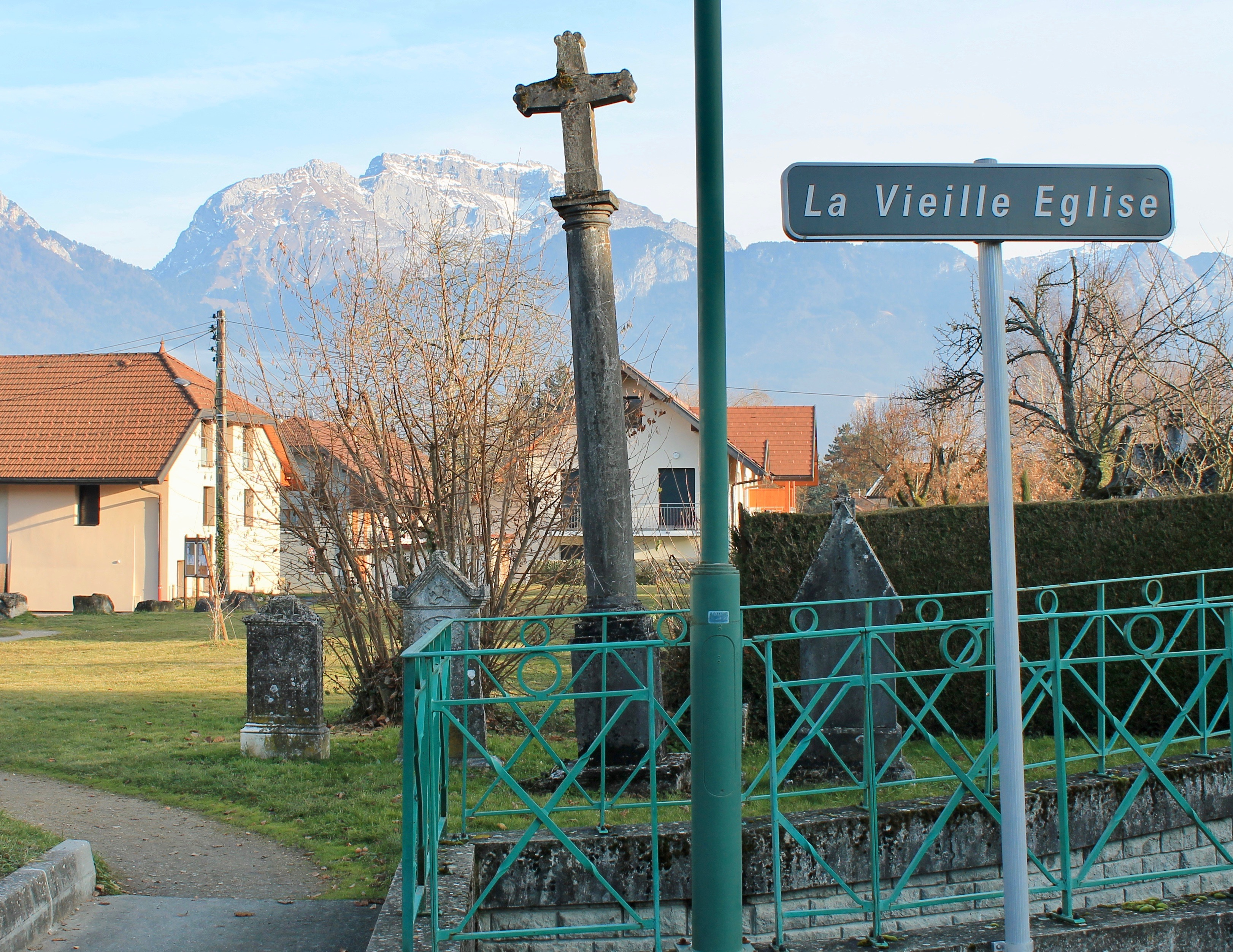
Croix de l'ancien cimetière, situé au hameau de Vieille, reste de l'ancienne chapelle Notre Dame la Vieille.

Le centre de l'ancien village médiéval, autour du prieuré et de son église, était situé dans la partie la plus proche du lac, en zone humide. Le lieu reste mentionné par le toponyme « Vieille église », où subsiste une croix. Il semble toutefois que le lieu-dit « Tavan » soit plus ancien avec notamment la présence d'une chapelle dite « Vieille », située sur l'ancienne voie de romaine.
Le village et le prieuré se trouvaient à proximité d'une ancienne voie romaine, en rive ouest du lac d'Annecy, reliant Genève au col du Petit-Saint-Bernard, via Annecy, Faverges, et Moûtiers.

## Histoire
Vers le IXe siècle, saint Jorius, originaire du Luxembourg fonde sur la rive du lac, un prieuré,,. Un document non daté mentionne ainsi Saint-Jorioz en Genevois (beati Georii (al. Jorii Gebennensis) in Macello). L'évêque de Genève Frédéric (1032-1073) approuve la donation. Les moines semblent être à l'origine du changement de nom des lieux, Mezel, en celui du saint.
Les historiens estiment que la donation faite à l'abbaye de Savigny date de 1040 ou de ses environs,,. Le prieuré fait partie des cinq possédés par l'abbaye, en terres impériales. D'autres sources mentionnent que c'est Roberto et Vuidon qui fondent le prieuré en 1040 en même temps que celui de Lovagny,,.
En 1107, une bulle du pape Pascal II confirme les possessions de Savigny dans le bassin annécien « de Notre-Dame de Talloires, de Saint-Jorioz de Duingt, de Notre-Dame de Lovagny... de celles d’Annecy » (Sancti Jorii Dugnensis),,,. En 1123, le pape Calixte II confirme les possessions de Savigny,.
Au cours de cette période, un document non daté mentionne que la protection du prieuré passe au comte de Savoie, Amédée III
En 1162, l'Empereur Frédéric Ier Barberousse confirme les possessions de Savigny dans l'Empire. Les différents prieurés mentionnés sont également placés sous sa protection.
Une bulle pontificale de 1250 indique que le prieuré est passé à l'abbaye d'Ainay de Lyon
En 1296, Rodolphe de Duin cède, contre 2 500 livres, une partie de la seigneurie de Duingt au comte de Genève Amédée II,,,.
En 1412, le prieuré est donné à l’abbaye de Talloires, par l'antipape Jean XXIII,,. Il leur impose par ailleurs « une lourde redevance en faveur du nouveau chapitre des Maccabées » de Genève. Malgré une certaine résistance, les moines se soumettent en 1440. Ce contexte marque le déclin du monastère, avec la présence notamment de seulement trois moines.
En 1696, le curé de la paroisse se plaint de l'état de délabrement du prieuré. En 1763, les moines quittent définitivement les lieux, cependant les biens restent la propriété de l'abbaye de Talloires jusqu'à l'invasion du duché de Savoie par les troupes révolutionnaires françaises en 1792.

## Territoire
La bulle papale de 1107 mentionne « Sancti Jorii Dugnensis ». Elle permettrait d'indiquer qu'elle était le centre religieux de la seigneurie de Duingt. Cependant, la seigneurie de Duingt comprend les paroisses de Duingt et du Ruange, correspondant à la plaine du bout du lac d'Annecy (les paroisses de Chevaline, de Lathuille et une partie de celle de Doussard, Verthier étant indépendante), tandis que la seigneurie de Châteauvieux de Duingt contrôle Saint-Jorioz et la Provenche, où l'on trouve les paroisses situées sur les contreforts des Bauges, en direction du col de Leschaux, c'est-à-dire Saint-Eustache, La Chapelle-Blanche et Leschaux,.
Le prieuré a la charge de la cure de Saint-Jorioz. Le prieuré possède également les églises du bassin du Laudon, soit les paroisses de Duingt, de Leschaux, de Saint-Eustache ainsi que de La Chapelle Blanche,. Au nord, les paroisses sont soumises à l'influence du prieuré de Sevrier et sur les rives en face à celle de l'abbaye de Talloires.

## Description
Bien que disparue, les recherches ont permis de décrire une église prieurale de forme simple dont le fond était constitué d'une abside. Elle a été édifiée durant la période romane. Elle est par la suite réaménagée pour accueillir des voûtes.
Le prieuré est collé à l'église, s'organisant autour d'un cloître, et la présence d'une cuisine. L'église ancienne est détruite en 1885 et une nouvelle, dédiée à Saint-Nicolas, a été édifiée dans l'actuel chef-lieu.

## Prieurs
- 1307-1317 : Guillaume de Duin[14]
- 1317-1347 : Othorin de Duin[14].

### Régeste genevois
Actes publiés dans le Régeste genevois (1866)
1. 1 2 3 4  Acte entre 1032/1044 (REG 0/0/1/197).
2. ↑  Bulle du pape du 4 février 1107 (REG 0/0/1/242).
3. ↑  Bulle du pape du 16 février 1123 (REG 0/0/1/263).
4. ↑  Acte entre 1103/1148 (REG 0/0/1/245).
5. 1 2  Lettre patente de l'Empereur du 7 septembre 1162 (REG 0/0/1/366).
6. ↑  Bulle du pape du 17 novembre 1250 (REG 0/0/1/827).

### Autres références
1. 1 2 3 4 5 6 7 8 9 10 11 12 13 14 15 16 17 18 19 20  Henri Baud, Jean-Yves Mariotte, Jean-Bernard Challamel, Alain Guerrier, Histoire des communes savoyardes. Le Genevois et Lac d'Annecy (Tome III), Roanne, Éditions Horvath, 1981, 422 p. (ISBN 2-7171-0200-0), p. 191-192.
2. ↑  Félix Bernard, L'Abbaye de Tamié, ses granges (1132-1793), Imprimerie Allier, 1967, 307 p., p. 189.
3. 1 2  Jean Prieur, Hyacinthe Vulliez, Saints et saintes de Savoie, La Fontaine de Siloé, 1999, 191 p. (ISBN 978-2-84206-465-5, lire en ligne), p. 41.
4. 1 2 3 4  Françoise Dantzer, Les Bauges : Terre d'art sacré, La Fontaine de Siloé, coll. « Les Savoisiennes », 2005, 251 p. (ISBN 978-2-84206-272-9, lire en ligne), p. 22.
5. 1 2  Pierre Duparc, Le comté de Genève, (IXe – XVe siècles), t. XXXIX, Genève, Société d’histoire et d’archéologie de Genève, coll. « Mémoires et documents » (réimpr. 1978) (1re éd. 1955), 621 p. (lire en ligne), p. 533.
6. ↑  Élisabeth Sirot 2007, p. 40.
7. ↑  Espaces monastiques ruraux en Rhône-Alpes, sous la direction de Jean-François Reynaud, documents d'Archéologie en Rhône-Alpes, Lyon, 2002, p. 40.
8. ↑  Article « Saint-Jorioz, une longue histoire » par Y.T., Le Dauphiné libéré, édition du 23 avril 2008 (présentation en ligne).
9. 1 2  Félix Bernard, L'Abbaye de Tamié, ses granges (1132-1793), Imprimerie Allier, 1967, 307 p., p. 129.
10. ↑  Georges Chapier, Châteaux Savoyards : Faucigny, Chablais, Tarentaise, Maurienne, Savoie propre, Genevois, Éditions La Découvrance, coll. « L'amateur Averti », 2005, 410 p. (ISBN 978-2-84265-326-2), p. 316-319.
11. 1 2 3  Pierre Duparc, Le comté de Genève, (IXe – XVe siècles), t. XXXIX, Genève, Société d’histoire et d’archéologie de Genève, coll. « Mémoires et documents » (réimpr. 1978) (1re éd. 1955), 621 p. (lire en ligne), p. 423-424.
12. ↑  Pierre Duparc, Le comté de Genève, (IXe – XVe siècles), t. XXXIX, Genève, Société d’histoire et d’archéologie de Genève, coll. « Mémoires et documents » (réimpr. 1978) (1re éd. 1955), 621 p. (lire en ligne), p. 496, note 1.
13. ↑  Louis Binz, Vie religieuse et réforme ecclésiastique dans le diocèse de Genève pendant le grand schisme et la crise conciliaire (1378-1450), vol. Mémoires et Documents, Société d'histoire et d'archéologie de Genève, 1973, 550 p. (lire en ligne), p. 260.
14. 1 2  J.-N. Vandeputte, « Leschaux », Revue savoisienne, no 118,‎ 1978, p. 103-135 (lire en ligne).